# 205823 Michaeldavis
205823 Michaeldavis este o planetă minoră (asteroid) din centura de asteroizi. A fost descoperită pe 8 februarie 2002 la Observatorul Național Kitt Peak de Marc Buie⁠(d). 
Obiectul prezintă o orbită caracterizată de o semiaxă mare de 2,3656593638431 UAi, o excentricitate de 0,12866534281066, o înclinație de 6,2423937442242 ° în raport cu ecliptica.